# Geralb Smajli
Geralb Smajli (Waregem, 16 maggio 2002) è un calciatore albanese, difensore del Ballkani.

## Carriera

### Club
Il 2 luglio 2024 viene acquistato a titolo definitivo per 100.000 euro dalla squadra kosovara del Ballkani.

## Statistiche

### Presenze e reti nei club
Statistiche aggiornate al 31 luglio 2025.
| Stagione        | Squadra         | Campionato      | Campionato | Campionato | Coppe nazionali | Coppe nazionali | Coppe nazionali | Coppe continentali | Coppe continentali | Coppe continentali | Altre coppe | Altre coppe | Altre coppe | Totale | Totale |
| Stagione        | Squadra         | Comp            | Pres       | Reti       | Comp            | Pres            | Reti            | Comp               | Pres               | Reti               | Comp        | Pres        | Reti        | Pres   | Reti   |
| --------------- | --------------- | --------------- | ---------- | ---------- | --------------- | --------------- | --------------- | ------------------ | ------------------ | ------------------ | ----------- | ----------- | ----------- | ------ | ------ |
| 2021-2022       | Vllaznia        | KS              | 6          | 0          | CA              | 5               | 0               | UECL               | 1                  | 0                  | SA          | 1           | 0           | 13     | 0      |
| 2022-2023       | Vllaznia        | KS              | 18         | 0          | CA              | 5               | 0               | UECL               | 0                  | 0                  | SA          | 0           | 0           | 23     | 0      |
| 2023-2024       | Vllaznia        | KS              | 28+2       | 0          | CA              | 4               | 1               | UECL               | 2                  | 0                  | -           | -           | -           | 36     | 1      |
| Totale Vllaznia | Totale Vllaznia | Totale Vllaznia | 52+2       | 0          |                 | 14              | 1               |                    | 3                  | 0                  |             | 1           | 0           | 72     | 1      |
| 2024-2025       | Ballkani        | SL              | 31         | 1          | CK              | 0               | 0               | UCL+UECL           | 2+4                | 0                  | SK          | 0           | 0           | 37     | 1      |
| 2025-2026       | Ballkani        | SL              | 0          | 0          | CK              | 0               | 0               | UECL               | 2                  | 0                  | SK          | 0           | 0           | 2      | 0      |
| Totale Ballkani | Totale Ballkani | Totale Ballkani | 31         | 1          |                 | 0               | 0               |                    | 8                  | 0                  |             | 0           | 0           | 39     | 1      |
| Totale carriera | Totale carriera | Totale carriera | 83+2       | 1+0        |                 | 14              | 1               |                    | 11                 | 0                  |             | 1           | 0           | 111    | 2      |